# Acer Inc.
Acer Inc. је тајванска међународна корпорација хардвера и електронике  специјализована за напредне технологије електронике са седиштем у Ксизију, Њу Тајпај Сити, Тајван. Acer производи укључују десктоп и лаптоп рачунаре, таблет рачунаре, сервере, уређаје за складиштење података, мониторе, ЛЕД, ЛЦД и плазма телевизоре, паметне телефоне и периферијске уређаје. Он такође обезбеђује услуге Е-пословања пословањима, влади и потрошачима. У 2014. Acer је био четврти по величини продавац персоналних рачунара у свету. У раним 2000-им, Acer спроводи нови пословни модел, пребацујући од произвођача до дизајнера, продају и дистрибуцију производа, приликом обавља производне процесе преко произвођача уговора. Поред своје основне делатности, Acer поседује највећи франшизовани малопродајни ланац рачунара, AcerLand.

## Историја
Acer је основан од стране Стена Шиха, његове жене Керолин Јех, и групе од 5 других чланова под називом Multitech 1976, са седиштем у Хсинчу Ситију, Тајван.
Почео је са једанаест запослених и 25.000 америчких долара у главном граду. У почетку, првенствено је био дистрибутер електронских делова и консултант у коришћењу технологије микропроцесора . Они су произвели Микро-професор МПФ-И Тренинг комплет, затим два Епл 2 клонова; Микропрофесор 2 и 3 пре уласка у хитно IBM ПЦ компатибилно тржиште, и пре него што је постао значајан произвођач рачунара. Компанија је преименована у Acer 1987. године.
Године 1998, Acer се реорганизовао у пет група: Аcer  International Service Group, Acer Sertek Service Group, Acer Semiconductor Group, Acer Information Products Group, и Acer Peripherals Group. Да распрши притужбе од клијената који су се такмичили са Acer-ом са својим производима и да ублажи конкурентску природу брендираних продаја против производних уговора предузећа, у 2000. години компанија је одвојила уговорни посао, преименовао га у  Wistron Corporation. Реструктурирање је резултирало у две основне јединице: Продаја бренд имена и производних уговора. У 2001. години компанија се отарасила својих производних јединица, Benq и Wistron да би фокусирао ресурсе на дизајн и продају.
Acer је повећао продају широм света, истовремено смањујући своју радну снагу  идентификујући и користећи маркетиншке стратегије које најбоље могу искористити постојеће канале дистрибуције. До 2005. године, Acer је запослио  7.800 оскудних људи широм света. Приходи су порасли са 4,9 милијарди америчких долара у 2003 на 11,31 милијарди америчких долара у 2006.
Acer-ов Северно Амерички удео на тржишту је пао у последњих неколико година, док је насупрот томе, Европски тржишни удео компаније порасао.
Средином 2000-их година, потрошачки нотбукови су скоро били једини водичи раста за рачунарску индустрију, и Аcer-ове изузетно ниске режије и посвећеност каналу су данас један од главних бенифиција овог тренда. Acer је растао брзо у Европи у делу прихватањем употребе традиционалних канала дистрибуције усмерених ка малопродајним потрошачима када су неки ривали гонили онлајн продају и пословне кориснике. У 2007. години Acer је купио Гејтавеј у САД и Packard Bell у Европи и постао Број 3 светски провајдер рачунара и Број 2 за нотебук рачунаре, и постигао значајан напредак у профитабилности. Аcer је био тежио да постане највећи светски продавац рачунара, у уверењу да им циљ може помоћи да постигну економију обима и прикупи већу маржу. Али такво ослањање на високом обиму, ниским вредностима рачунара на тржишту је довео до тога да Acer буде изложен када су се навике приликом куповине промениле.

### 2013: Реорганизација
У новембар 2013. Председник и генерални директор Ј. Т. Ванг и председник Џим Вонг, поднели су оставке због лошег финансијског учинка компаније. Вангу је већ било речено да напусти Аcer на крају године да би га заменио Вонг. Acer-ов оснивач Стен Ших је преузео улогу као председавајући одбора и привремени председник док је компанија трагала за новим кандидатом да преузме улогу председништва. Положај директора ће бити елиминисан и његове одговорности преносе се на председавајућег или председника, према Аcer-у како би се побољшала ефикасност у доношењу одлука. 23. децембра Acer је именовао Џејсона Чена, потпредседника светске продаје и маркетинга у Taiwan Semiconductor Manufacturing, као свог новог председника и извршног директора, ефикасно 1. јануара. Извршна директoрка индустрије забаве и бивша глумица Ненси Ху је именована за финансијског директора и портпарола од 1. маја 2014. године.

## Принове
Године 1988., Acer је стекао Counterpoint Computers.
Године 1990., Acer је стекао Altos Computer Corporation.
Дана 27. августа 2007. године, Acer је најавио планове да купи амерички-базираног ривала Гејтавеј, Инц. за 710 милиона америчких долара. Аcer-ов председник, Џен-танг Ванг, изјавио је да је аквизиција "комплетирати Аcer-ов глобални утицај, кроз јачање нашег присуства на територији САД". Укључен у ову аквизицију је и бренд еМашинс.
У јануару 2008. године, Acer је изјавио да је стекао контролни интерец од 75% компаније Packard Bell.
У марту 2008. године, Acer је стекао: E-TEN. 2009. године, Acer је стекао 29,9% компаније Olidata.
У августу 2010. године, Acer и Founder Technology потписали су меморандум за узајамно разумевање да би ојачали своју дугорочну рачунарску пословну сарадњу.
У јулу 2011. године, Acer Inc. је купио iGware Inc. за 320 милиона америчких долара да би покушао да уђе у потенцијално уносно cloud тржиште. iGware креира cloud софтвере и инфраструктурне алатке за уређаје.

## Бројке
29 Април 2010
- Acer је изјавио да је приход у првом кварталу порастао 36 одсто у односу на исти прошлогодишњи период на 162,1 милијарди нових тајванских долара (5,2 милијарди америчким доларима) и да је његов нето профит порастао 63 одсто, на 3,29 милијарди нових тајванских долара (104,7 милиона америчких долара); 27 одсто прихода долази из САД.
- Ђанфранко Ланси је најавио да ће Acer лансирати 4 нова паметна телефонау трећем кварталу 2010. године, и низ "интернет уређаја" до краја маја који ће покретати верзију 4.0 своје љуске корисничког интерфејса.
- Према Гартнеру и ИДЦ-у, Acer сада заузима број 1 у свету у нотбук рачунара.[19]

## Операције

### Северна Америка
Acer America Corporation, са седиштем у Сан Хозеу, Калифорнија, је члан Acer Group. Acer-ове R&D, инжењерске, производне и маркетинг операције у Сједињеним Америчким Државама и Канади обрађују се од стране Acer America. Седиште САД је отворено са особљем од три 1985. године, као Multitech Electronics USA, у Маунтин Вјуу, Калифорнија. Године 1986, седиште САД се преселило у Сан Хозе, Калифорнија. У септембру 1990. године, Acer је стекао  Altos Computer Systems, једног од највећих произвођача мулти корисничких и умрежених рачунарских система Јуникс за комерцијална тржишта. У фебруару 1997. године, Acer је стекао Texas Instruments Mobile Computing business, укључујући и награђиване TravelMate и Extensa нотбук линије, чинећи Acer четвртим водећим произвођачем лаптопова у Сједињеним Државама. Аcer-ова America's Canadian канцеларија, у Мисауги, Онтарио, бави се поправком Аcer, Гејтавеј, и Е-Машинс нотбукова и десктоп рачунара за источну Канаду. Acer има неколико објеката у Ричардсону, Тексас укључујући одељак за поправке,  делове складишта, као и позивни центар. Према речима његовог извршног директора, Ј. Т. Ванга, "Изградња бренда је веома различит у САД. Инвестиција у почетној фази мора да буде веома велика иначе готово да нема утицаја ".

### Аустралија
Аустралијски огранак Acer-а је Computer Australia (ACA). Зависно је основан 1990. године, а тренутно је аустралијски трећи по величини продавац персоналних рачунара, иза Хјулет-Пакарда Аустралија и Дел Аустралија и Нови Зеланд. Acer Computer Australia има највећи укупан удео на тржишту Аустралије у продаји нотбукова и таблета. Компанија је такође Аустралијски водећи продавац рачунара у владиним и образовним тржиштима. Acer Computer Australia има 480 запослених од 2006. године.

### Индија
Аcer подружница у Индији је Аcer Индија (ПВТ) Лимитед, а основана је као подружница у власништву компаније Acer Computer International, Ltd 1999. године. То је значајан продавац у кључним сегментима, као што су образовање, десктоп рачунари и нискобуџетни нотбукови за образовање . Седиште је у Бангалору, Индија.

### Индонезија
Acer Индонезија је подружница у власништву компаније Аcer Inc и дистрибуирају своје производе преко свог главног дистрибутера Dragon Computer & Communication.

### Европа
Од касних 90их до средине 2000их Acer је исто имао фабрике рачунара у Европи. Пословни простор је била цела ЕМЕА. У Холандији под именом Acer IMS bv су постојале 2 фабрике: Acer лаптоп фабрика у Ден Бошу и Acer-ова и IBM-ова фабрика десктоп рачунара у Тилбургу. Acer је такође имао постројења у Немачкој под именом IMS у Аренсбургу и Хамбургу.
Фабрика у Тилбургу је такође производила, у одређеним количинама, различите Acer сервере па чак и ТВ сет-топ боксове. У врхунцу месечна производња могла је достићи преко 40.000 десктоп рачунара, добро се спростављајући  главним Acer фабрикама у САД и Тајвану.
У 2000. години Acer вади своју рачунарску производњу под граном Вистрон. Такође, холандски огранак Acer IMS bv и немачки бренд IMS су спојени са овим. Упркос успешном моделу за производњу развијеном у холандским фабрикама оба постројења су измештена 2002. Фабрика лаптопова је пресељена у Кину и фабрика десктоп рачунара (након завршетка производње IBM десктоп рачунара) је пресељена у Мађарску. Ускоро мађарска фабрика је такође премештена у Кину. Acer је такође популаран бренд у Бугарској.

## Линукс
Acer је испоручио неке своје нотбукове и недавно нетбокове, са разним дистрибуцијама Линукс оперативног система, укључујући Убунту, Линпус, Андроид, (у дуал бут окружењу са Windows XP), и Гугл Хром ОС. Они су такође покренули линију паметних телефона и таблета са Андроидом.

## Лого
Од 1987. до 2001. године компанија користи црвени и плави лого са дијамантом на десној страни и капитализованим словима А и Р. 8. марта 2001. године, нови лого је уведен, у коме је изостављен Acer-ов "дијамант". Креирало га је Landor Associates. Нови логотип је изашао након одвртања Acer-ових производних уговора пословања да се усредсреде на своје бренд пословање. Најновији логотип, уведен 2011. године, користи различите фонтове са више заобљеним угловима и е се више не издваја. Нови логотип такође користи другу нијансу зелене, која је названа "Acer Зелена".

## Производи

### Пословни десктоп рачунари
- Acer Veriton серија

### Пословни нетбукови
- Acer TravelMate серија
- Acer Extensa серија

### Хромбукови
- Acer C670
- Acer AC700
- Acer C710
- Acer C720 (2 Гб)
- Acer C720 (4 Гб)
- Acer C720P

### Рачунарски дисплејеви
- G Серија
- P Серија
- H Серија
- X Серија
- B Серија
- V Серија
- S Серија
- T Серија
- D Серија
- MO Монитор ТВ Серија

### Потрошачки десктоп рачунари
- Acer Aspire Desktop серије
- Acer Aspire Predator серије

### Потрошачки нотбукови
- Acer Aspire Notebook серије
- Acer Aspire Timeline серије
- Acer Ferrari products серије
- Acer Iconia

### Почетна мрежна решења
- Acer Clear.fi

### Мобилни телефони
- Acer CloudMobile
- Acer Allegro (WP8)
- Acer Tempo серије
- Acer Liquid серије
- Acer beTouch
- Acer neoTouch
- Acer Stream
- Acer E110
- Acer DX
- Acer F
- Acer Iconia
- Acer T
- Acer X960

### Нетбукови
- Acer Aspire One серије
- Ferrari One

### Неттопови
- Acer Aspire Revo

### Пројектори
- Професионалне серије
- Кућне серије
- Путне серије
- Вредне серије

### Сервери и складиштења
- Acer сервер Ф1 серије
- Зграда серије: T110 F1, T115 F1, T150 F1, T310 F1, T350 F1;
- Рак серије: R160 F1, R180 F1, R320 F1, R360 F1, R380 F1, R385 F1, R585 F1;
- Блејд серије: B2x285 F1, B2x280 F1, B460 F1;
- Гемини серије: B1170 F1, B2170 F1, B2170t, B2175 F1
- Кућни сервер серије: H340, H341, H342, Altos Easystore M2
- Acer серије складиштења
- N500 F1, N1600 F1, HNAS3080, GS2040, AMS2100, AMS2300

### Таблет рачунари
- Acer Iconia Tab серије
- Acer Aspire Switch 10. Ово је 2 у 1 таблет са одвојивом тастатуром. Лансиран је у продају 2014. године и покреће га Windows 8.

### Телевизори
- АТ серије

### Остало (преостали уређаји)
- Дигитални фото-апарати
- Лични дигитални асистенти
- Аутомото навигациони системи
- Acer PICA

## Брендови
- Acer
- еМашинс
- Гејтавеј
- Packard Bell

## Евиденција околине
У 2005. години, Acer је објавио свој први извештај животне средине, за коју је компанија користила ГРИ смернице. Сви Acer-ови једноразредни добављачи стекли су сертификат ИСО 14001.
У новембру 2012. године, Acer је заузео 4. место од укупно 15 у Гринписовом репокренутом Упутству за зеленију електронику, са резултатом од 5,1 поена од 10. Водич рангира одлуке електронике у складу са својим политикама и праксама да се смањи њихов утицај на климу, производе еколошки производи, и да направе њихов рад више одрживим.
Гринпис је критиковао компанију због не утврђивања циљева за смањење гасова стаклене баште (ГХГ) као што је предвиђено у 2010. години и за не обезбеђивање спољашње верификације за емисију гасова стаклене баште и достављање извештаја за своје пословање и пословна путовања. Такође је лоше постигао на критикама производа који примају никакве поене на животни циклус производа, док је Гринпис напоменуо да већи проценат својих производа морају да задовољавају или премашују Енерџи Стар стандарде како би резултирали више поена.
То је добило неку похвалу за лансирање нових производа који су ослобођени од поливинилхлорид пластике (ПВЦ) и брома пламена (БФР) и компанија је обавестила Гринпис да ће већина њених производа бити ПВЦ / БФР слободан у блиској будућности. Acer је такође добро поентирао на управљање хемикалијама за лобирање ограничења на органско-халогеним и похваљен је за извештавање о емисијама гасова стаклене баште од својих прворазредних добављача и истражује њено другоразредно.
У свом извештају о напретку 2012. који се односи на конфликтне минерале, Доста пројекат оцењен је као седми највиши од 24 потрошачке компаније електронике.

## Спонзорство
Acer је спонзорисао BAR-Honda формула 1 тркачки тим у години 2000. У 2001, Acer је обезбедио спонзорство Prost Grand Prix формула 1 тиму, и мотори у тиму Ferrari су носили Acer-ову ознаку.
Acer је спонзорисао Ферари Формула 1 тим од 2003. године до 2012. године (званични снабдевач од 2006) и топ спонзор ФК Интернационале - Милано (Интер Милано) фудбалском клубу. Од 2007. до 2009. године Acer је био званични снабдевач ФК Барселона. Дана 19. марта 2007. године, Acer је најавио да ће спонзорисати фабрике Фијат Јамаха тим за МотоГП светско првенство у сезони 2007. Од 2009. године, Packard Bell (део Аcer Group-а) је био спонзор Yamaha Factory Racing тиму.
Од 2010. Acer је подржао ФК Арми Јунајтед, фудбалски тим у Тај Премијер Лиги.
Acer је био широм света ТОП Партнер за обе Зимске олимпијске игре у Ванкуверу 2010 и  Олимпијских игара за младе у Сингапуру. Acer је био Топ Партнер Летњим Олимпијским играма у Лондону 2012. године.
19. јул 2011. године, Acer је формирао професионалне гејминг тимове. Играчи из целог света представљају Acer у игрицама као што су StarCraft 2, TrackMania, and FIFA Soccer.

## Pop Up радња у Паризу
Новембра 2014 Acer је организовао високо профилну Поп Уп радњу у Cremerie de Paris делу историјског Хотела де Вилерој. Многи глумци или телевизијски људи попут Елија Семоуна или Сандрине Куетиер су присуствовали отварању манифестације која привлачи међународну медијску покривеност.